# Etihad Towers
Les tours Etihad (Etihad Towers), situées à Abou Dabi, aux Émirats arabes unis, forment un complexe de cinq gratte-ciel d'une superficie totale de plus de 500 000 m2.
Avec ses 305 mètres de haut et ses 74 étages, la tour 2 (Etihad Tower 2), occupée par des appartements, est la plus imposante du complexe.

## Caractéristiques
- Tour 1 : 69 étages, 277 mètres[1]

- Tour 2 : 74 étages, 305 mètres[2]

- Tour 3 : 54 étages, 260 mètres[3]

- Tour 4 : 61 étages, 234 mètres[4]

- Tour 5 : 55 étages, 218 mètres[5]

## Culture populaire
Une partie du film Fast and Furious 7 se déroule dans ces tours.